# Rubus yenosimanus
Rubus yenosimanus är en rosväxtart som beskrevs av Gen-Iti Koidzumi. Rubus yenosimanus ingår i släktet rubusar, och familjen rosväxter. Inga underarter finns listade i Catalogue of Life.